# Categoría Primera A (1999)
I liga kolumbijska w piłce nożnej (1999)
Mistrzem Kolumbii w 1999 roku został klub Atlético Nacional, natomiast wicemistrzem Kolumbii – klub América Cali.
Do Copa Libertadores w roku 2000 zakwalifikowały się następujące kluby:
- Atlético Junior (drugi w tabeli Reclasificación)
- América Cali (zwycięzca turnieju Apertura)
- Atlético Nacional (zwycięzca turnieju Finalización)

Do drugiej ligi spadły następujące kluby:
- Unión Magdalena

Z drugiej ligi awansowały następujące kluby:
- Real Cartagena – mistrz II ligi

## Torneo Apertura 1999

### Apertura 1
| Data             | Mecz |
| ---------------- | --- |
| 7 lutego 1999    | Quindío Armenia - Deportivo Tuluá 2:0                                                                         |
| 7 lutego 1999    | Envigado - Once Caldas 0:2                                                                                    |
| 7 lutego 1999    | Millonarios FC - Independiente Santa Fe 1:1                                                                   |
| 7 lutego 1999    | Atlético Huila - Tolima Ibagué 1:1                                                                            |
| 7 lutego 1999    | Unión Magdalena - Atlético Junior 1:1                                                                         |
| 7 lutego 1999    | América Cali - Deportivo Cali 3:3                                                                             |
| 7 lutego 1999    | Deportivo Pasto - Atlético Bucaramanga 1:1                                                                    |
| 15 kwietnia 1999 | Atlético Nacional 1-1 Independiente Medellín 1:1 mecz zakończył się wynikiem 0:0 - skorygowany później na 1:1 |

### Apertura 2
| Data           | Mecz                                        |
| -------------- | ------------------------------------------- |
| 14 lutego 1999 | Deportivo Cali - Deportivo Tuluá 3:2        |
| 14 lutego 1999 | Once Caldas - Atlético Nacional 0:2         |
| 14 lutego 1999 | Envigado - Independiente Medellín 2:1       |
| 14 lutego 1999 | Independiente Santa Fe - Atlético Huila 2:0 |
| 14 lutego 1999 | Tolima Ibagué - Millonarios FC 1:1          |
| 14 lutego 1999 | Atlético Bucaramanga - Unión Magdalena 1:1  |
| 14 lutego 1999 | Quindío Armenia - América Cali 0:3          |
| 25 lutego 1999 | Atlético Junior - Deportivo Pasto 1:1       |

### Apertura 3
| Data           | Mecz                                       |
| -------------- | ------------------------------------------ |
| 21 lutego 1999 | Deportivo Cali - Quindío Armenia 0:2       |
| 21 lutego 1999 | Deportivo Tuluá - América Cali 3:2         |
| 21 lutego 1999 | Atlético Nacional - Envigado 1:1           |
| 21 lutego 1999 | Once Caldas - Independiente Medellín 1:1   |
| 21 lutego 1999 | Atlético Bucaramanga - Atlético Junior 1:1 |
| 21 lutego 1999 | Unión Magdalena - Deportivo Pasto 4:1      |
| 21 lutego 1999 | Independiente Santa Fe - Tolima Ibagué 2:0 |
| 21 lutego 1999 | Atlético Huila - Millonarios FC 1:1        |

### Apertura 4
| Data           | Mecz                                       |
| -------------- | ------------------------------------------ |
| 28 lutego 1999 | América Cali - Deportivo Tuluá 4:0         |
| 28 lutego 1999 | Quindío Armenia - Deportivo Cali 1:2       |
| 28 lutego 1999 | Envigado - Atlético Nacional 0:1           |
| 28 lutego 1999 | Independiente Medellín - Once Caldas 1:0   |
| 28 lutego 1999 | Atlético Junior - Atlético Bucaramanga 3:2 |
| 28 lutego 1999 | Deportivo Pasto - Unión Magdalena 6:1      |
| 28 lutego 1999 | Tolima Ibagué - Independiente Santa Fe 1:1 |
| 28 lutego 1999 | Millonarios FC - Atlético Huila 1:0        |

### Apertura 5
| Data            | Mecz |
| --------------- | --- |
| 7 marca 1999    | Once Caldas - Envigado 2:1 mecz zakończył się wynikiem 3:1 dla Once Caldas - zweryfikowany został później na 2:1                       |
| 7 marca 1999    | Deportivo Cali - América Cali 0:3 |
| 7 marca 1999    | Deportivo Tuluá - Quindío Armenia 2:0                                                                                                  |
| 7 marca 1999    | Independiente Santa Fe - Millonarios FC 2:0                                                                                            |
| 7 marca 1999    | Tolima Ibagué - Atlético Huila 0:1 |
| 7 marca 1999    | Atlético Junior - Unión Magdalena 2:0                                                                                                  |
| 7 marca 1999    | Atlético Bucaramanga - Deportivo Pasto 1:0                                                                                             |
| 8 kwietnia 1999 | Independiente Medellín - Atlético Nacional 2:0 mecz zakończył się wynikiem 3:0 dla Independietne - zweryfikowany został później na 2:0 |

### Apertura 6
| Data          | Mecz                                                                                                 |
| ------------- | --- |
| 14 marca 1999 | Atlético Nacional - Once Caldas 1:0                                                                  |
| 14 marca 1999 | Deportivo Pasto - Atlético Junior 4:2                                                                |
| 14 marca 1999 | Unión Magdalena - Atlético Bucaramanga 3:3                                                           |
| 14 marca 1999 | América Cali - Quindío Armenia 3:0                                                                   |
| 14 marca 1999 | Deportivo Tuluá - Deportivo Cali 3:2                                                                 |
| 14 marca 1999 | Millonarios FC - Tolima Ibagué 2:2                                                                   |
| 14 marca 1999 | Atlético Huila - Independiente Santa Fe 1:0                                                          |
| 18 marca 1999 | Envigado - Independiente Medellín 0:0 mecz zakończył się wynikiem 0:1 - zweryfikowany później na 0:0 |

### Apertura 7
| Data          | Mecz |
| ------------- | --- |
| 21 marca 1999 | Atlético Nacional - Unión Magdalena 1:1                                                                       |
| 21 marca 1999 | Atlético Junior - Independiente Medellín 2:1                                                                  |
| 21 marca 1999 | Once Caldas - Envigado 3:1                                                                                    |
| 21 marca 1999 | Millonarios FC - Independiente Santa Fe 1:1 mecz zakończył się remisem 0:0 - później wynik skorygowano na 1:1 |
| 21 marca 1999 | América Cali - Deportivo Tuluá 2:2 mecz zakończył się remisem 0:0 - później wynik skorygowano na 2:2          |
| 21 marca 1999 | Atlético Bucaramanga - Tolima Ibagué 0:0                                                                      |
| 21 marca 1999 | Quindío Armenia - Deportivo Cali 4:2                                                                          |
| 21 marca 1999 | Atlético Huila - Deportivo Pasto 2:2                                                                          |

### Apertura 8
| Data          | Mecz |
| ------------- | --- |
| 28 marca 1999 | Independiente Medellín - Millonarios FC 0:0                                                                              |
| 28 marca 1999 | Independiente Santa Fe 0 Atlético Nacional 2:0 mecz zakończył się wynikiem 2:0 - wynik skorygowany został później na 2:1 |
| 28 marca 1999 | Unión Magdalena - Atlético Bucaramanga 0:2                                                                               |
| 28 marca 1999 | Deportivo Pasto - Atlético Junior 3:3                                                                                    |
| 28 marca 1999 | Envigado - América Cali 0:0                                                                                              |
| 28 marca 1999 | Deportivo Cali - Once Caldas 2:1                                                                                         |
| 28 marca 1999 | Tolima Ibagué - Quindío Armenia 1:1                                                                                      |
| 28 marca 1999 | Deportivo Tuluá - Atlético Huila 1:1                                                                                     |

### Apertura 9
| Data            | Mecz                                       |
| --------------- | ------------------------------------------ |
| 4 kwietnia 1999 | Atlético Nacional - Deportivo Cali 0:1     |
| 4 kwietnia 1999 | América Cali - Independiente Medellín 1:0  |
| 4 kwietnia 1999 | Atlético Bucaramanga - Envigado 6:0        |
| 4 kwietnia 1999 | Independiente Santa Fe - Tolima Ibagué 0:0 |
| 4 kwietnia 1999 | Once Caldas - Deportivo Pasto 0:0          |
| 4 kwietnia 1999 | Quindío Armenia - Deportivo Tuluá 1:2      |
| 4 kwietnia 1999 | Atlético Huila - Atlético Junior 0:1       |
| 4 kwietnia 1999 | Unión Magdalena - Millonarios FC 4:0       |

### Apertura 10
| Data             | Mecz                                        |
| ---------------- | ------------------------------------------- |
| 11 kwietnia 1999 | Independiente Medellín - Once Caldas 1:0    |
| 11 kwietnia 1999 | Envigado - Atlético Nacional 0:1            |
| 11 kwietnia 1999 | Deportivo Cali - Independiente Santa Fe 2:0 |
| 11 kwietnia 1999 | Atlético Junior - América Cali 2:1          |
| 11 kwietnia 1999 | Millonarios FC - Atlético Huila 2:0         |
| 11 kwietnia 1999 | Deportivo Tuluá - Atlético Bucaramanga 0:1  |
| 11 kwietnia 1999 | Tolima Ibagué - Unión Magdalena 2:0         |
| 15 kwietnia 1999 | Deportivo Pasto - Quindío Armenia 2:2       |

### Apertura 11
| Data             | Mecz                                         |
| ---------------- | -------------------------------------------- |
| 18 kwietnia 1999 | Atlético Nacional - Deportivo Tuluá 3:2      |
| 18 kwietnia 1999 | Quindío Armenia - Independiente Medellín 2:2 |
| 18 kwietnia 1999 | Independiente Santa Fe - Envigado 0:1        |
| 18 kwietnia 1999 | Tolima Ibagué - Millonarios FC 2:0           |
| 18 kwietnia 1999 | Once Caldas - Atlético Junior 4:0            |
| 18 kwietnia 1999 | América Cali - Atlético Huila 0:0            |
| 18 kwietnia 1999 | Unión Magdalena - Deportivo Cali 2:2         |
| 18 kwietnia 1999 | Atlético Bucaramanga - Deportivo Pasto 0:0   |

### Apertura 12
| Data             | Mecz                                              |
| ---------------- | ------------------------------------------------- |
| 25 kwietnia 1999 | Independiente Medellín - Atlético Bucaramanga 2:2 |
| 25 kwietnia 1999 | Envigado - Unión Magdalena 2:2                    |
| 25 kwietnia 1999 | Deportivo Pasto - Atlético Nacional 0:0           |
| 25 kwietnia 1999 | Millonarios FC - América Cali 1:2                 |
| 25 kwietnia 1999 | Atlético Junior - Quindío Armenia 3:0             |
| 25 kwietnia 1999 | Deportivo Cali - Tolima Ibagué 2:1                |
| 25 kwietnia 1999 | Deportivo Tuluá - Independiente Santa Fe 3:1      |
| 25 kwietnia 1999 | Atlético Huila - Once Caldas 2:2                  |

### Apertura 13
| Data             | Mecz                                           |
| ---------------- | ---------------------------------------------- |
| 28 kwietnia 1999 | Atlético Nacional - Independiente Medellín 1:0 |
| 28 kwietnia 1999 | Tolima Ibagué - Envigado 1:0                   |
| 28 kwietnia 1999 | Once Caldas - América Cali 6:0                 |
| 28 kwietnia 1999 | Atlético Bucaramanga - Atlético Junior 1:1     |
| 28 kwietnia 1999 | Independiente Santa Fe - Deportivo Pasto 2:2   |
| 28 kwietnia 1999 | Quindío Armenia - Atlético Huila 3:1           |
| 28 kwietnia 1999 | Unión Magdalena - Deportivo Tuluá 0:0          |
| 28 kwietnia 1999 | Deportivo Cali - Millonarios FC 2:0            |

### Apertura 14
| Data        | Mecz                                                |
| ----------- | --------------------------------------------------- |
| 2 maja 1999 | Independiente Medellín - Independiente Santa Fe 4:2 |
| 2 maja 1999 | Envigado - Deportivo Cali 3:1                       |
| 2 maja 1999 | Atlético Junior - Atlético Nacional 0:1             |
| 2 maja 1999 | Millonarios FC - Once Caldas 3:2                    |
| 2 maja 1999 | Atlético Huila - Atlético Bucaramanga 1:1           |
| 2 maja 1999 | América Cali - Quindío Armenia 4:1                  |
| 2 maja 1999 | Deportivo Pasto - Unión Magdalena 1:0               |
| 2 maja 1999 | Deportivo Tuluá - Tolima Ibagué 0:1                 |

### Apertura 15
| Data        | Mecz                                         |
| ----------- | -------------------------------------------- |
| 9 maja 1999 | Atlético Nacional - Atlético Huila 5:1       |
| 9 maja 1999 | Envigado - Millonarios FC 3:1                |
| 9 maja 1999 | Unión Magdalena - Independiente Medellín 1:1 |
| 9 maja 1999 | Independiente Santa Fe - Atlético Junior 2:2 |
| 9 maja 1999 | Atlético Bucaramanga - América Cali 1:2      |
| 9 maja 1999 | Deportivo Cali - Deportivo Tuluá 1:1         |
| 9 maja 1999 | Tolima Ibagué - Deportivo Pasto 2:2          |
| 9 maja 1999 | Quindío Armenia - Once Caldas 1:1            |

### Apertura 16
| Data         | Mecz                                        |
| ------------ | ------------------------------------------- |
| 16 maja 1999 | América Cali - Atlético Nacional 0:0        |
| 16 maja 1999 | Millonarios FC - Quindío Armenia 2:4        |
| 16 maja 1999 | Atlético Junior - Unión Magdalena 3:2       |
| 16 maja 1999 | Independiente Medellín - Tolima Ibagué 1:1  |
| 16 maja 1999 | Deportivo Tuluá - Envigado 1:0              |
| 16 maja 1999 | Deportivo Pasto - Deportivo Cali 3:1        |
| 16 maja 1999 | Once Caldas - Atlético Bucaramanga 0:0      |
| 16 maja 1999 | Atlético Huila - Independiente Santa Fe 0:0 |

### Apertura 17
| Data         | Mecz                                        |
| ------------ | ------------------------------------------- |
| 23 maja 1999 | Atlético Nacional - Once Caldas 0:0         |
| 23 maja 1999 | Tolima Ibagué - Atlético Junior 3:1         |
| 23 maja 1999 | Atlético Bucaramanga - Quindío Armenia 3:1  |
| 23 maja 1999 | Unión Magdalena - Atlético Huila 3:3        |
| 23 maja 1999 | Deportivo Tuluá - Millonarios FC 2:2        |
| 23 maja 1999 | Independiente Santa Fe - América Cali 1:2   |
| 23 maja 1999 | Envigado - Deportivo Pasto 2:1              |
| 23 maja 1999 | Deportivo Cali - Independiente Medellín 1:1 |

### Apertura 18
| Data           | Mecz |
| -------------- | --- |
| 30 maja 1999   | América Cali - Unión Magdalena 2:3                                                                          |
| 30 maja 1999   | Independiente Medellín - Envigado 2:1 mecz zakończył się wynikiem 2:2 - później wynik skorygowano na 2:1    |
| 30 maja 1999   | Atlético Junior - Deportivo Cali 3:2                                                                        |
| 30 maja 1999   | Millonarios FC - Atlético Bucaramanga 2:2                                                                   |
| 30 maja 1999   | Deportivo Pasto - Deportivo Tuluá 0:2                                                                       |
| 30 maja 1999   | Quindío Armenia - Atlético Nacional 2:2                                                                     |
| 30 maja 1999   | Atlético Huila - Tolima Ibagué 0:1                                                                          |
| 3 czerwca 1999 | Once Caldas - Independiente Santa Fe 3:0 mecz zakończył się wynikiem 2:0 - później wynik skorygowano na 3:0 |

### Apertura 19
| Data           | Mecz                                         |
| -------------- | -------------------------------------------- |
| 6 czerwca 1999 | Atlético Nacional - Atlético Bucaramanga 2:0 |
| 6 czerwca 1999 | Deportivo Pasto - Millonarios FC 2:2         |
| 6 czerwca 1999 | Tolima Ibagué - América Cali 1:1             |
| 6 czerwca 1999 | Unión Magdalena - Once Caldas 0:2            |
| 6 czerwca 1999 | Independiente Santa Fe - Quindío Armenia 2:2 |
| 6 czerwca 1999 | Deportivo Tuluá - Independiente Medellín 1:1 |
| 6 czerwca 1999 | Deportivo Cali - Atlético Huila 3:0          |
| 6 czerwca 1999 | Envigado - Atlético Junior 2:0               |

### Apertura 20
| Data           | Mecz |
| -------------- | --- |
| 9 czerwca 1999 | Independiente Medellín - Deportivo Pasto 3:0                                                                |
| 9 czerwca 1999 | Millonarios FC - Atlético Nacional 1:1                                                                      |
| 9 czerwca 1999 | Atlético Huila - Envigado 2:1                                                                               |
| 9 czerwca 1999 | Once Caldas - Tolima Ibagué 2:0                                                                             |
| 9 czerwca 1999 | Quindío Armenia - Unión Magdalena 0:1                                                                       |
| 9 czerwca 1999 | Atlético Bucaramanga - Independiente Santa Fe 0:1                                                           |
| 9 czerwca 1999 | Atlético Junior - Deportivo Tuluá 1:0                                                                       |
| 9 czerwca 1999 | América Cali - Deportivo Cali 4:1 mecz zakończył się wynikiem 3:1 - później wynik został skorygowany na 4:1 |

### Apertura 21
| Data            | Mecz                                         |
| --------------- | -------------------------------------------- |
| 13 czerwca 1999 | Independiente Medellín - Atlético Huila 0:0  |
| 13 czerwca 1999 | Envigado - Quindío Armenia 1:3               |
| 13 czerwca 1999 | Tolima Ibagué - Atlético Nacional 3:1        |
| 13 czerwca 1999 | Deportivo Pasto - América Cali 1:1           |
| 13 czerwca 1999 | Deportivo Cali - Atlético Bucaramanga 3:2    |
| 13 czerwca 1999 | Millonarios FC - Atlético Junior 1:0         |
| 13 czerwca 1999 | Deportivo Tuluá - Once Caldas 3:3            |
| 13 czerwca 1999 | Unión Magdalena - Independiente Santa Fe 0:1 |

### Apertura 22
| Data            | Mecz                                           |
| --------------- | ---------------------------------------------- |
| 20 czerwca 1999 | Independiente Santa Fe - Millonarios FC 0:1    |
| 20 czerwca 1999 | Atlético Nacional - Independiente Medellín 1:1 |
| 20 czerwca 1999 | Atlético Bucaramanga - Deportivo Pasto 0:0     |
| 20 czerwca 1999 | Quindío Armenia - Deportivo Tuluá 0:1          |
| 20 czerwca 1999 | Once Caldas - Envigado 1:0                     |
| 20 czerwca 1999 | América Cali - Deportivo Cali 2:1              |
| 20 czerwca 1999 | Atlético Huila - Tolima Ibagué 1:1             |
| 20 czerwca 1999 | Atlético Junior - Unión Magdalena 2:2          |

### Tabela końcowa turnieju Apertura 1999
| Poz | Klub                   | Mecze | Zw | Rem | Por | Pkt | BrZd | BrStr |
| --- | ---------------------- | ----- | -- | --- | --- | --- | ---- | ----- |
| 1   | América Cali           | 22    | 11 | 7   | 4   | 40  | 42   | 27    |
| 2   | Atlético Nacional      | 22    | 9  | 9   | 4   | 36  | 25   | 18    |
| 3   | Once Caldas            | 22    | 9  | 7   | 6   | 34  | 35   | 19    |
| 4   | Atlético Junior        | 22    | 9  | 7   | 6   | 34  | 34   | 34    |
| 5   | Tolima Ibagué          | 22    | 7  | 11  | 4   | 32  | 25   | 20    |
| 6   | Deportivo Tuluá        | 22    | 8  | 7   | 7   | 31  | 31   | 31    |
| 7   | Deportivo Cali         | 22    | 9  | 4   | 9   | 31  | 37   | 41    |
| 8   | Independiente Medellín | 22    | 6  | 12  | 4   | 30  | 26   | 20    |
| 9   | Atlético Bucaramanga   | 22    | 5  | 12  | 5   | 27  | 30   | 24    |
| 10  | Independiente Santa Fe | 22    | 6  | 8   | 8   | 26  | 23   | 26    |
| 11  | Millonarios FC         | 22    | 5  | 10  | 7   | 25  | 25   | 34    |
| 12  | Deportivo Pasto        | 22    | 4  | 13  | 5   | 25  | 32   | 32    |
| 13  | Quindío Armenia        | 22    | 6  | 6   | 10  | 24  | 32   | 40    |
| 14  | Envigado               | 22    | 6  | 4   | 12  | 22  | 21   | 32    |
| 15  | Unión Magdalena        | 22    | 4  | 10  | 8   | 22  | 31   | 38    |
| 16  | Atlético Huila         | 22    | 3  | 11  | 8   | 20  | 18   | 31    |

Zwycięzca turnieju Apertura, klub América Cali, uzyskał prawo do walki o tytuł mistrza Kolumbii w 1999 roku.

### Klasyfikacja strzelców bramek turnieju Apertura 1999
| Gole | Piłkarz                 | Klub                   |
| ---- | ----------------------- | ---------------------- |
| 12   | Orlando Ballesteros     | Atlético Bucaramanga   |
| 12   | Julian Tellez           | América Cali           |
| 11   | Sergio Galvan           | Once Caldas            |
| 10   | Marcio Cruz             | Deportivo Tuluá        |
| 9    | Nestor Salazar          | Deportivo Tuluá        |
| 8    | Giovanny Cordoba        | Deportivo Cali         |
| 8    | Milton Rodriguez        | Independiente Santa Fe |
| 8    | Carlos Rendon           | Deportivo Pasto        |
| 7    | Jorge Agudelo           | Envigado               |
| 7    | Jairo Fernando Castillo | América Cali           |
| 7    | Daniel Tilger           | Millonarios FC         |
| 7    | Jorge Diaz              | Quindío Armenia        |
| 7    | John Charria            | Deportivo Pasto        |
| 7    | Orlando Maturana        | Tolima Ibagué          |
| 7    | Jose Herrera            | Unión Magdalena        |

## Torneo Finalización 1999

### Finalización 1
| Data             | Mecz                                       |
| ---------------- | ------------------------------------------ |
| 25 lipca 1999    | América Cali - Independiente Medellín 3:0  |
| 25 lipca 1999    | Atlético Junior - Atlético Bucaramanga 1:0 |
| 25 lipca 1999    | Independiente Santa Fe - Once Caldas 2:2   |
| 25 lipca 1999    | Envigado - Deportivo Cali 0:0              |
| 25 lipca 1999    | Tolima Ibagué - Quindío Armenia 2:3        |
| 25 lipca 1999    | Atlético Huila - Deportivo Pasto 0:2       |
| 25 lipca 1999    | Deportivo Tuluá - Millonarios FC 1:1       |
| 11 sierpnia 1999 | Atlético Nacional - Unión Magdalena 4:1    |

### Finalización 2
| Data            | Mecz                                        |
| --------------- | ------------------------------------------- |
| 1 sierpnia 1999 | Independiente Medellín - Atlético Huila 4:1 |
| 1 sierpnia 1999 | Millonarios FC - Atlético Nacional 2:0      |
| 1 sierpnia 1999 | Once Caldas - Envigado 2:3                  |
| 1 sierpnia 1999 | Deportivo Pasto - América Cali 2:0          |
| 1 sierpnia 1999 | Deportivo Cali - Independiente Santa Fe 1:1 |
| 1 sierpnia 1999 | Quindío Armenia - Atlético Junior 0:2       |
| 1 sierpnia 1999 | Unión Magdalena - Deportivo Tuluá 1:2       |
| 1 sierpnia 1999 | Atlético Bucaramanga - Tolima Ibagué 1:2    |

### Finalización 3
| Data            | Mecz                                         |
| --------------- | -------------------------------------------- |
| 8 sierpnia 1999 | Independiente Medellín - Deportivo Pasto 2:0 |
| 8 sierpnia 1999 | Deportivo Tuluá - Atlético Nacional 2:1      |
| 8 sierpnia 1999 | Independiente Santa Fe - Envigado 1:1        |
| 8 sierpnia 1999 | Atlético Huila - América Cali 1:1            |
| 8 sierpnia 1999 | Deportivo Cali - Once Caldas 0:0             |
| 8 sierpnia 1999 | Tolima Ibagué - Atlético Junior 0:0          |
| 8 sierpnia 1999 | Unión Magdalena - Millonarios FC 1:1         |
| 8 sierpnia 1999 | Atlético Bucaramanga - Quindío Armenia 2:2   |

### Finalización 4
| Data             | Mecz                                         |
| ---------------- | -------------------------------------------- |
| 15 sierpnia 1999 | Millonarios FC - Unión Magdalena 2:0         |
| 15 sierpnia 1999 | América Cali - Atlético Huila 1:1            |
| 15 sierpnia 1999 | Atlético Nacional - Deportivo Tuluá 0:0      |
| 15 sierpnia 1999 | Envigado - Independiente Santa Fe 2:1        |
| 15 sierpnia 1999 | Atlético Junior - Tolima Ibagués 1:0         |
| 15 sierpnia 1999 | Once Caldas - Deportivo Cali 3:0             |
| 15 sierpnia 1999 | Quindío Armenia - Atlético Bucaramanga 1:1   |
| 15 sierpnia 1999 | Deportivo Pasto - Independiente Medellín 2:1 |

### Finalización 5
| Data             | Mecz                                       |
| ---------------- | ------------------------------------------ |
| 22 sierpnia 1999 | Independiente Medellín - América Cali 1:0  |
| 22 sierpnia 1999 | Unión Magdalena - Atlético Nacional 1:2    |
| 22 sierpnia 1999 | Deportivo Cali - Envigado 4:0              |
| 22 sierpnia 1999 | Millonarios FC - Deportivo Tuluá 1:1       |
| 22 sierpnia 1999 | Deportivo Pasto - Atlético Huila 3:2       |
| 22 sierpnia 1999 | Quindío Armenia - Tolima Ibagué 2:1        |
| 22 sierpnia 1999 | Atlético Bucaramanga - Atlético Junior 2:0 |
| 22 sierpnia 1999 | Once Caldas - Independiente Santa Fe 0:0   |

### Finalización 6
| Data             | Mecz                                        |
| ---------------- | ------------------------------------------- |
| 29 sierpnia 1999 | Atlético Junior - Quindío Armenia 2:1       |
| 29 sierpnia 1999 | América Cali - Deportivo Pasto 2:0          |
| 29 sierpnia 1999 | Atlético Huila - Independiente Medellín 2:2 |
| 29 sierpnia 1999 | Deportivo Tuluá - Unión Magdalena 1:1       |
| 29 sierpnia 1999 | Tolima Ibagué - Atlético Bucaramanga 1:0    |
| 29 sierpnia 1999 | Atlético Nacional - Millonarios FC 1:1      |
| 29 sierpnia 1999 | Independiente Santa Fe - Deportivo Cali 3:2 |
| 29 sierpnia 1999 | Envigado - Once Caldas 0:1                  |

### Finalización 7
| Data            | Mecz                                         |
| --------------- | -------------------------------------------- |
| 5 września 1999 | Independiente Santa Fe - Millonarios FC 0:0  |
| 5 września 1999 | Deportivo Cali - Quindío Armenia 1:1         |
| 5 września 1999 | Tolima Ibagué - Atlético Bucaramanga 0:1     |
| 5 września 1999 | Deportivo Tuluá - América Cali 2:2           |
| 5 września 1999 | Unión Magdalena - Atlético Nacional 0:1      |
| 5 września 1999 | Deportivo Pasto - Atlético Huila 4:0         |
| 5 września 1999 | Envigado - Once Caldas 1:1                   |
| 5 września 1999 | Independiente Medellín - Atlético Junior 3:1 |

### Finalización 8
| Data             | Mecz                                           |
| ---------------- | ---------------------------------------------- |
| 12 września 1999 | Millonarios FC - Independiente Medellín 1:0    |
| 12 września 1999 | Atlético Huila - Deportivo Tuluá 0:1           |
| 12 września 1999 | América Cali - Envigado 2:1                    |
| 12 września 1999 | Once Caldas - Deportivo Cali 3:0               |
| 12 września 1999 | Quindío Armenia - Tolima Ibagué 1:3            |
| 12 września 1999 | Atlético Bucaramanga - Unión Magdalena 1:0     |
| 12 września 1999 | Atlético Nacional - Independiente Santa Fe 1:1 |
| 12 września 1999 | Atlético Junior - Deportivo Pasto 2:1          |

### Finalización 9
| Data             | Mecz                                       |
| ---------------- | ------------------------------------------ |
| 15 września 1999 | Deportivo Cali - Atlético Nacional 2:3     |
| 15 września 1999 | Envigado - Atlético Bucaramanga 2:1        |
| 15 września 1999 | Millonarios FC - Unión Magdalena 1:1       |
| 15 września 1999 | Deportivo Tuluá - Quindío Armenia 2:0      |
| 15 września 1999 | Atlético Junior - Atlético Huila 2:2       |
| 15 września 1999 | Deportivo Pasto - Once Caldas 2:2          |
| 15 września 1999 | Independiente Medellín - América Cali 1:1  |
| 15 września 1999 | Tolima Ibagué - Independiente Santa Fe 2:1 |

### Finalización 10
| Data             | Mecz                                        |
| ---------------- | ------------------------------------------- |
| 19 września 1999 | Atlético Nacional - Envigado 2:0            |
| 19 września 1999 | Once Caldas - Independiente Medellín 4:1    |
| 19 września 1999 | América Cali - Atlético Junior 2:0          |
| 19 września 1999 | Atlético Bucaramanga - Deportivo Tuluá 0:0  |
| 19 września 1999 | Quindío Armenia - Deportivo Pasto 3:0       |
| 19 września 1999 | Independiente Santa Fe - Deportivo Cali 1:2 |
| 19 września 1999 | Unión Magdalena - Tolima Ibagué 1:0         |
| 19 września 1999 | Atlético Huila - Millonarios FC 0:1         |

### Finalización 11
| Data             | Mecz                                         |
| ---------------- | -------------------------------------------- |
| 26 września 1999 | Millonarios FC - Tolima Ibagué 2:1           |
| 26 września 1999 | Deportivo Tuluá - Atlético Nacional 1:0      |
| 26 września 1999 | Atlético Junior - Once Caldas 2:0            |
| 26 września 1999 | Atlético Huila - América Cali 1:0            |
| 26 września 1999 | Deportivo Pasto - Atlético Bucaramanga 1:0   |
| 26 września 1999 | Independiente Medellín - Quindío Armenia 2:1 |
| 26 września 1999 | Deportivo Cali - Unión Magdalena 0:0         |
| 26 września 1999 | Envidado - Independiente Santa Fe 2:1        |

### Finalización 12
| Data                | Mecz                                              |
| ------------------- | ------------------------------------------------- |
| 3 października 1999 | Atlético Nacional - Deportivo Pasto 2:1           |
| 3 października 1999 | Independiente Santa Fe - Deportivo Tuluá 1:1      |
| 3 października 1999 | Quindío Armenia - Atlético Junior 2:3             |
| 3 października 1999 | América Cali - Millonarios FC 1:1                 |
| 3 października 1999 | Unión Magdalena - Envigado 1:0                    |
| 3 października 1999 | Tolima Ibagué - Deportivo Cali 1:0                |
| 3 października 1999 | Atlético Bucaramanga - Independiente Medellín 2:1 |
| 3 października 1999 | Once Caldas - Atlético Huila 3:1                  |

### Finalización 13
| Data                | Mecz                                            |
| ------------------- | ----------------------------------------------- |
| 6 października 1999 | Atl. Atlético Junior - Atlético Bucaramanga 2:2 |
| 6 października 1999 | Millonarios FC - Deportivo Cali 1:1             |
| 6 października 1999 | Dep. Deportivo Tuluá - Unión Magdalena 2:1      |
| 6 października 1999 | América Cali - Once Caldas 2:1                  |
| 6 października 1999 | Deportivo Pasto - Independiente Santa Fe 0:1    |
| 6 października 1999 | Independiente Medellín - Atlético Nacional 0:0  |
| 6 października 1999 | Envigado - Tolima Ibagué 2:1                    |
| 6 października 1999 | Atlético Huila - Quindío Armenia 2:0            |

### Finalización 14
| Data                 | Mecz                                                |
| -------------------- | --------------------------------------------------- |
| 10 października 1999 | Atlético Bucaramanga - Atlético Huila 2:1           |
| 10 października 1999 | Atlético Nacional - Atlético Junior 3:1             |
| 10 października 1999 | Unión Magdalena - Deportivo Pasto 3:2               |
| 10 października 1999 | Deportivo Cali - Envigado 3:2                       |
| 10 października 1999 | Quindío Armenia - América Cali 1:1                  |
| 10 października 1999 | Once Caldas - Millonarios FC 1:1                    |
| 10 października 1999 | Independiente Santa Fe - Independiente Medellín 0:2 |
| 10 października 1999 | Tolima Ibagué - Deportivo Tuluá 0:2                 |

### Finalización 15
| Data                 | Mecz                                         |
| -------------------- | -------------------------------------------- |
| 17 października 1999 | Once Caldas - Quindío Armenia 3:3            |
| 17 października 1999 | Atlético Huila - Atlético Nacional 1:0       |
| 17 października 1999 | Independiente Medellín - Unión Magdalena 3:0 |
| 17 października 1999 | Deportivo Tuluá - Deportivo Cali 1:1         |
| 17 października 1999 | Atlético Junior - Independiente Santa Fe 1:0 |
| 17 października 1999 | América Cali - Atlético Bucaramanga 3:1      |
| 17 października 1999 | Millonarios FC - Envigado 3:2                |
| 17 października 1999 | Deportivo Pasto - Tolima Ibagué 1:0          |

### Finalización 16
| Data                 | Mecz                                        |
| -------------------- | ------------------------------------------- |
| 24 października 1999 | Quindío Armenia - Millonarios FC 2:2        |
| 24 października 1999 | Atlético Nacional - América Cali 1:0        |
| 24 października 1999 | Deportivo Cali - Deportivo Pasto 2:0        |
| 24 października 1999 | Envigado - Deportivo Tuluá 1:0              |
| 24 października 1999 | Tolima Ibagué - Independiente Medellín 0:3  |
| 24 października 1999 | Unión Magdalena - Atlético Junior 2:2       |
| 24 października 1999 | Independiente Santa Fe - Atlético Huila 2:1 |
| 24 października 1999 | Atlético Bucaramanga - Once Caldas 2:1      |

### Finalización 17
| Data                 | Mecz                                        |
| -------------------- | ------------------------------------------- |
| 27 października 1999 | América Cali - Independiente Santa Fe 3:1   |
| 27 października 1999 | Once Caldas - Atlético Nacional 4:1         |
| 27 października 1999 | Atlético Junior - Tolima Ibagué 2:0         |
| 27 października 1999 | Millonarios FC - Deportivo Tuluá 3:0        |
| 27 października 1999 | Independiente Medellín - Deportivo Cali 0:2 |
| 27 października 1999 | Deportivo Pasto - Envigado 3:2              |
| 27 października 1999 | Quindío Armenia - Atlético Bucaramanga 1:0  |
| 27 października 1999 | Atlético Huila - Unión Magdalena 2:1        |

### Finalización 18
| Data                 | Mecz                                      |
| -------------------- | ----------------------------------------- |
| 31 października 1999 | Atlético Nacional - Quindío Armenia 5:1   |
| 31 października 1999 | Deportivo Tuluá - Deportivo Pasto 5:0     |
| 31 października 1999 | Deportivo Cali - Atlético Junior 1:0      |
| 31 października 1999 | Tolima Ibagué - Atlético Huila 2:1        |
| 31 października 1999 | Atlético Bucaramanga - Millonarios FC 0:2 |
| 31 października 1999 | Envigado - Independiente Medellín 0:0     |
| 31 października 1999 | Independiente Santa Fe - Once Caldas 1:1  |
| 31 października 1999 | Unión Magdalena - América Cali 1:1        |

### Finalización 19
| Data             | Mecz                                         |
| ---------------- | -------------------------------------------- |
| 3 listopada 1999 | Millonarios FC - Deportivo Pasto 1:0         |
| 3 listopada 1999 | Atlético Junior - Envigado 2:0               |
| 3 listopada 1999 | Independiente Medellín - Deportivo Tuluá 2:1 |
| 3 listopada 1999 | Atlético Bucaramanga - Atlético Nacional 3:1 |
| 3 listopada 1999 | América Cali - Tolima Ibagué 0:2             |
| 3 listopada 1999 | Once Caldas - Unión Magdalena 1:1            |
| 3 listopada 1999 | Quindío Armenia - Independiente Santa Fe 1:3 |
| 3 listopada 1999 | Atlético Huila - Deportivo Cali 0:2          |

### Finalización 20
| Data             | Mecz                                              |
| ---------------- | ------------------------------------------------- |
| 7 listopada 1999 | Atlético Nacional - Millonarios FC 0:0            |
| 7 listopada 1999 | Deportivo Cali - América Cali 3:1                 |
| 7 listopada 1999 | Deportivo Pasto - Independiente Medellín 6:1      |
| 7 listopada 1999 | Envigado - Atlético Huila 2:1                     |
| 7 listopada 1999 | Tolima Ibagué - Once Caldas 0:0                   |
| 7 listopada 1999 | Independiente Santa Fe - Atlético Bucaramanga 1:2 |
| 7 listopada 1999 | Unión Magdalena - Quindío Armenia 4:0             |
| 8 listopada 1999 | Deportivo Tuluá - Atlético Junior 1:0             |

### Finalización 21
| Data              | Mecz                                           |
| ----------------- | ---------------------------------------------- |
| 11 listopada 1999 | Atlético Huila - DI Independiente Medellín 1:2 |
| 11 listopada 1999 | Quindío Armenia - Envigado 1:2                 |
| 11 listopada 1999 | Atlético Nacional - Tolima Ibagué 2:2          |
| 11 listopada 1999 | América Cali - Deportivo Pasto 2:2             |
| 11 listopada 1999 | Atlético Bucaramanga - Deportivo Cali 2:1      |
| 11 listopada 1999 | Atlético Junior - Millonarios FC 1:1           |
| 11 listopada 1999 | Once Caldas - Deportivo Tuluá 2:1              |
| 11 listopada 1999 | Independiente Santa Fe - Unión Magdalena 3:0   |

### Finalización 22
| Data              | Mecz                                           |
| ----------------- | ---------------------------------------------- |
| 14 listopada 1999 | Millonarios FC - Independiente Santa Fe 3:0    |
| 14 listopada 1999 | Deportivo Cali - América Cali 2:0              |
| 14 listopada 1999 | Deportivo Pasto - Atlético Bucaramanga 1:0     |
| 14 listopada 1999 | Envigado - Once Caldas 0:2                     |
| 14 listopada 1999 | Tolima Ibagué - Atlético Huila 6:1             |
| 14 listopada 1999 | Unión Magdalena - Atlético Junior 1:0          |
| 14 listopada 1999 | Independiente Medellín - Atlético Nacional 1:1 |
| 14 listopada 1999 | Deportivo Tuluá - Quindío Armenia 2:1          |

### Tabela końcowa turnieju Finalización 1999
| Poz | Klub                   | Mecze | Zw | Rem | Por | Pkt | BrZd | BrStr |
| --- | ---------------------- | ----- | -- | --- | --- | --- | ---- | ----- |
| 1   | Millonarios FC         | 22    | 10 | 12  | 0   | 42  | 31   | 14    |
| 2   | Deportivo Tuluá        | 22    | 10 | 8   | 4   | 38  | 29   | 19    |
| 3   | Independiente Medellín | 22    | 10 | 5   | 7   | 35  | 32   | 29    |
| 4   | Atlético Junior        | 22    | 10 | 5   | 7   | 35  | 27   | 24    |
| 5   | Deportivo Cali         | 22    | 9  | 7   | 6   | 34  | 30   | 23    |
| 6   | Atlético Nacional      | 22    | 9  | 7   | 6   | 34  | 31   | 25    |
| 7   | Once Caldas            | 22    | 8  | 10  | 4   | 34  | 37   | 24    |
| 8   | Deportivo Pasto        | 22    | 10 | 2   | 10  | 32  | 33   | 33    |
| 9   | Atlético Bucaramanga   | 22    | 9  | 4   | 9   | 31  | 25   | 25    |
| 10  | América Cali           | 22    | 7  | 8   | 7   | 29  | 28   | 26    |
| 11  | Tolima Ibagué          | 22    | 8  | 3   | 11  | 27  | 26   | 27    |
| 12  | Envigado               | 22    | 8  | 4   | 10  | 25  | 25   | 33    |
| 13  | Independiente Santa Fe | 22    | 5  | 8   | 9   | 23  | 25   | 30    |
| 14  | Unión Magdalena        | 22    | 5  | 7   | 10  | 22  | 22   | 31    |
| 15  | Quindío Armenia        | 22    | 4  | 6   | 12  | 18  | 28   | 45    |
| 16  | Atlético Huila         | 22    | 4  | 4   | 14  | 16  | 22   | 43    |

### Finalización Cuadrangulares

#### Kolejka 1
| Data              | Mecz                                        |
| ----------------- | ------------------------------------------- |
| 17 listopada 1999 | Independiente Medellín - Deportivo Cali 1:3 |
| 17 listopada 1999 | Deportivo Tuluá - Deportivo Pasto 2:1       |
| 17 listopada 1999 | Atlético Junior - Atlético Nacional 1:2     |
| 18 listopada 1999 | Once Caldas - Millonarios FC 1:1            |

#### Kolejka 2
| Data              | Mecz                                        |
| ----------------- | ------------------------------------------- |
| 21 listopada 1999 | Millonarios FC - Independiente Medellín 2:3 |
| 21 listopada 1999 | Deportivo Cali - Once Caldas 0:0            |
| 21 listopada 1999 | Atlético Nacional - Deportivo Tuluá 3:2     |
| 22 listopada 1999 | Deportivo Pasto - Atlético Junior 2:3       |

#### Kolejka 3
| Data              | Mecz                                     |
| ----------------- | ---------------------------------------- |
| 24 listopada 1999 | Once Caldas - Independiente Medellín 1:1 |
| 24 listopada 1999 | Deportivo Cali - Millonarios FC 3:1      |
| 24 listopada 1999 | Atlético Nacional - Deportivo Pasto 3:2  |
| 25 listopada 1999 | Deportivo Tuluá - Atlético Junior 1:1    |

#### Kolejka 4
| Data              | Mecz                                     |
| ----------------- | ---------------------------------------- |
| 28 listopada 1999 | Independiente Medellín - Once Caldas 1:1 |
| 28 listopada 1999 | Millonarios FC - Deportivo Cali 2:1      |
| 28 listopada 1999 | Atlético Junior - Deportivo Tuluá 2:1    |
| 28 listopada 1999 | Deportivo Pasto - Atlético Nacional 0:1  |

#### Kolejka 5
| Data           | Mecz                                        |
| -------------- | ------------------------------------------- |
| 1 grudnia 1999 | Millonarios FC - Once Caldas 0:0            |
| 1 grudnia 1999 | Deportivo Cali - Independiente Medellín 1:2 |
| 1 grudnia 1999 | Atlético Nacional - Atlético Junior 2:1     |
| 2 grudnia 1999 | Deportivo Pasto - Deportivo Tuluá 0:0       |

#### Kolejka 6
| Data           | Mecz                                        |
| -------------- | ------------------------------------------- |
| 5 grudnia 1999 | Once Caldas - Deportivo Cali 2:4            |
| 5 grudnia 1999 | Independiente Medellín - Millonarios FC 2:1 |
| 5 grudnia 1999 | Deportivo Tuluá - Atlético Nacional 4:3     |
| 5 grudnia 1999 | Atlético Junior - Deportivo Pasto 3:2       |

#### Tabela Grupy A
| Poz | Klub                   | Mecze | Zw | Rem | Por | Pkt | BrZd | BrStr |
| --- | ---------------------- | ----- | -- | --- | --- | --- | ---- | ----- |
| 1   | Independiente Medellín | 6     | 3  | 2   | 1   | 11  | 10   | 9     |
| 2   | Deportivo Cali         | 6     | 3  | 1   | 2   | 10  | 12   | 8     |
| 3   | Once Caldas            | 6     | 0  | 5   | 1   | 5   | 5    | 7     |
| 4   | Millonarios FC         | 6     | 1  | 2   | 3   | 5   | 7    | 10    |

#### Tabela Grupy B
| Poz | Klub              | Mecze | Zw | Rem | Por | Pkt | BrZd | BrStr |
| --- | ----------------- | ----- | -- | --- | --- | --- | ---- | ----- |
| 1   | Atlético Nacional | 6     | 5  | 0   | 1   | 15  | 14   | 10    |
| 2   | Atlético Junior   | 6     | 3  | 1   | 2   | 10  | 11   | 10    |
| 3   | Deportivo Tuluá   | 6     | 2  | 2   | 2   | 8   | 10   | 10    |
| 4   | Deportivo Pasto   | 6     | 0  | 1   | 5   | 1   | 7    | 12    |

### Finalización Finalisima
| Data            | Mecz                                                             |
| --------------- | ---------------------------------------------------------------- |
| 8 grudnia 1999  | Independiente Medellín - Atlético Nacional 0:0                   |
| 12 grudnia 1999 | Atlético Nacional - Independiente Medellín 1:0 Wilmer Ortegón 48 |

Zwycięzca turnieju Finalización, klub  Atlético Nacional, uzyskał prawo do walki o tytuł mistrza Kolumbii w 1999 roku.

### Klasyfikacja strzelców bramek turnieju Finalización 1999
| Gole | Piłkarz                 | Klub                   |
| ---- | ----------------------- | ---------------------- |
| 18   | Ivan Rene Valenciano    | Independiente Medellín |
| 15   | Sergio Galvan           | Once Caldas            |
| 15   | Marco Cardozo           | Atlético Junior        |
| 12   | Marcio Cruz             | Deportivo Tuluá        |
| 11   | Carlos Rendon           | Deportivo Pasto        |
| 10   | Arnulfo Valentierra     | Once Caldas            |
| 8    | Jairo Fernando Castillo | América Cali           |
| 8    | Oswaldo Mackenzie       | Atlético Nacional      |
| 8    | Leon Dario Muñoz        | Atlético Nacional      |
| 7    | Julian Tellez           | América Cali           |
| 7    | Daniel Tilger           | Millonarios FC         |
| 7    | Mayer Candelo           | Deportivo Cali         |
| 7    | Oscar Echeverry         | Deportivo Pasto        |
| 7    | Dario Sierra            | Quindío Armenia        |
| 7    | Ramon Moreno            | Tolima Ibagué          |

## Finał mistrzostw Kolumbii 1999
W decydujących meczach o mistrzostwo Kolumbii zmierzyli się ze sobą zwycięzca turnieju Apertura, klub América Cali, oraz zwycięzca turnieju Finalización, klub Atlético Nacional.
| América Cali - Atlético Nacional 1:1 i 0:0, karne 2:4 |
| 16 grudnia 1999 América Cali - Atlético Nacional 1:1 (1:0) Sędzia: Flavio Rojas Bramki: 1:0 Jairo Castillo 34, 1:1 Oswaldo McKenzie 87 Czerwone kartki: - / Miguel Calero Corporación Deportiva América de Cali (trener Jaime de la Pava): Gómez - W. Pérez, Navarro, C. González, J. González - Zapata, Perafán, Vargas (84 Romero), Oviedo - Jairo Castillo, Téllez (76 F.Moreno). Corporación Deportiva Club Atlético Nacional (trener Luis Fernando Suárez): Miguel Calero - Calle, Vanegas, Ortegón, Martínez - Rueda, Alvarez, Grisales (88 Estrada), Oswaldo McKenzie - Vilarete (56 Escobar), Muñoz (75 Patiño).                               |
| 19 grudnia 1999 Atlético Nacional - América Cali 0:0, karne 4:2 Sędzia: Felipe Russi Karne: 1:0 Grisales, (1:0) Oviedo, 2:0 Morantes, (2:0) Pérez, 3:0 Vilarete, 3:1 Moreno, (3:1) Oswaldo McKenzie, 3:2 Téllez, 4:2 Martinez Corporación Deportiva Club Atlético Nacional (trener Luis Fernando Suárez): Patiño - Calle, Ortegón, Vanegas, Martínez - Alvarez, Rueda (57 Vilarete), Grisales, Morantes, Oswaldo McKenzie - Muñoz (74 Escobar). Corporación Deportiva América de Cali (trener Jaime de la Pava): Gómez - Pérez, C. González, Navarro, J. González - Perafán, Zapata (75 Murillo), Vargas (59 Moreno), Oviedo - Téllez, Jairo Castillo. |

Mistrzem Kolumbii w 1999 roku został klub Atlético Nacional, natomiast wicemistrzem - klub América Cali.

## Reclasificación 1999
| Poz | Klub                   | Mecze | Zw | Rem | Por | Pkt | BrZd | BrStr |
| --- | ---------------------- | ----- | -- | --- | --- | --- | ---- | ----- |
| 1   | Atlético Nacional      | 50    | 23 | 16  | 11  | 85  | 70   | 53    |
| 2   | Atlético Junior        | 50    | 24 | 13  | 15  | 79  | 72   | 68    |
| 3   | Deportivo Tuluá        | 50    | 20 | 17  | 13  | 77  | 70   | 60    |
| 4   | Independiente Medellín | 50    | 19 | 19  | 13  | 76  | 68   | 58    |
| 5   | Deportivo Cali         | 50    | 21 | 12  | 17  | 75  | 79   | 72    |
| 6   | Once Caldas            | 50    | 17 | 22  | 11  | 73  | 77   | 50    |
| 7   | Millonarios FC         | 50    | 16 | 24  | 10  | 72  | 63   | 58    |
| 8   | América Cali           | 44    | 18 | 15  | 11  | 69  | 70   | 53    |
| 9   | Tolima Ibagué          | 44    | 15 | 14  | 15  | 59  | 51   | 47    |
| 10  | Atlético Bucaramanga   | 44    | 14 | 16  | 14  | 58  | 55   | 49    |
| 11  | Deportivo Pasto        | 50    | 14 | 16  | 20  | 58  | 72   | 76    |
| 12  | Envigado               | 44    | 14 | 8   | 22  | 50  | 46   | 65    |
| 13  | Independiente Santa Fe | 44    | 11 | 16  | 17  | 49  | 48   | 56    |
| 14  | Unión Magdalena        | 44    | 9  | 17  | 18  | 44  | 53   | 69    |
| 15  | Quindío Armenia        | 44    | 10 | 12  | 22  | 42  | 60   | 85    |
| 16  | Atlético Huila         | 44    | 7  | 15  | 22  | 36  | 40   | 74    |

## Klasyfikacja strzelców bramek mistrzostw Kolumbii 1999
| Gole | Piłkarz                 | Klub                   |
| ---- | ----------------------- | ---------------------- |
| 26   | Sergio Galvan           | Once Caldas            |
| 24   | Ivan Rene Valenciano    | Independiente Medellín |
| 22   | Marcio Cruz             | Deportivo Tuluá        |
| 20   | Marquinho               | Atlético Junior        |
| 19   | Julián Tellez           | América Cali           |
| 19   | Carlos Rendón           | Deportivo Pasto        |
| 16   | Orlando Ballesteros     | Atlético Junior        |
| 16   | Jairo Fernando Castillo | América Cali           |
| 15   | Néstor Salazar          | Deportivo Tuluá        |
| 15   | Arnulfo Valentierra     | Once Caldas            |